# آریادنا مینگوئزا
آریادنا مینگوئزا گارسیا (زاده ۲۲ مارس ۲۰۰۳) بازیکن فوتبال اسپانیایی است که در پست هافبک دفاعی برای بارسلونا بازی می‌کند.

## دوران باشگاهی
مینگوئزا در هشت سالگی با بازی برای باشگاه شهر خود، سانتا پرپتوآ، کار خود را به عنوان یک فوتبالیست شروع کرد. پس از دو فصل، او به یونیو دپورتیوا سنتلس پیوست و در اولین و تنها فصل حضورش در آن باشگاه، عملکرد او توجه استعدادیابان جوانان بارسلونا را به خود جلب کرد (اینفانتیل آلوین) و او را برای تیم زیر ۱۴سال خود به خدمت گرفتند. از سال ۲۰۱۵ تا ۲۰۲۱ مینگوئزا در سطوح مختلف سیستم جوانان باشگاه پیشرفت کرد تا اینکه در ۶ مارس ۲۰۲۱ اولین بازی خود را برای تیم اصلی در لیگ برتر در مقابل سانتا ترزا انجام داد و در دقیقه ۸۰ بازی جانشین جنی هرموسو شد.

## دوران ملی
مینگوئزا برای اولین بار توسط تونا ایس در ۲ ژانویه ۲۰۱۸ برای حضور در تمرین تیم زیر ۱۶سال اسپانیا دعوت شد. او سپس به یک بازیکن ثابت در فراخوان‌ها و دعوت‌ها و همچنین بعداً در تیم ملی زیر ۱۷سال که توسط ایس نیز هدایت می‌شد، تبدیل شد. در قهرمانی زیر ۱۷سال اروپا ۲۰۱۹ مینگوئزا عضوی از تیم اسپانیا بود که به نیمه نهایی رسید، اما آنها توسط هلند شکست خوردند و برای اولین بار از سال ۲۰۱۳ نتوانستند به فینال برسند.
اولین بازی مینگوئزا برای تیم ملی زیر ۱۹سال در جریان مقدماتی قهرمانی اروپا ۲۰۲۲ مقابل اسلواکی بود. او بازی را به‌طور کامل به عنوان کاپیتان اسپانیا انجام داد و پس از ۵ برد و ۱ تساوی در طول دو دور که با بازی مینگوئزا در هر بازی که با ۴ بار حضور در ترکیب اصلی همراه بود، اسپانیا موفق به کسب سهمیه برای مسابقات نهایی شد. او اولین گل خود برای تیم ملی جوانان را در پیروزی ۶—۰ مقابل پرتغال به ثمر رساند.

## زندگی شخصی
برادر بزرگتر مینگوئزا، اسکار نیز از سال ۲۰۲۲ بازیکن بارسا شد و در سال ۲۰۰۷ به لاماسیا پیوست.

## افتخارات

### باشگاهی
بارسلونا
- لیگ برتر (۱): ۲۱–۲۰۲۰
- کوپا د لا رینا (۲): ۲۰–۲۰۱۹، ۲۱–۲۰۲۰
- سوپرکاپ اسپانیا (۱): ۲۲–۲۰۲۱
- لیگ قهرمانان اروپا (۱): ۲۱–۲۰۲۰